# Piazza Cavour (Bologna)
Piazza Cavour è una piazza situata nel centro storico di Bologna.
Al centro della piazza si trova un giardino pubblico, realizzato nella seconda metà del XIX secolo abbattendo alcuni edifici del Cinquecento, sostituiti da altri edifici dotati di portici che circondano la piazza medesima.
Nel 1902 venne collocata in mezzo al giardino una statua a mezzobusto dedicata a Camillo Benso di Cavour.
Nel 1971 la piazza ispirò Lucio Dalla nel comporre la canzone Piazza Grande. Diversamente da come alcuni credono, la canzone, dedicata a un senzatetto, non si riferisce né a piazza Maggiore e nemmeno all'omonima piazza Grande di Modena, bensì a piazza Cavour di Bologna dove il cantautore ha anche abitato da giovane, secondo quanto dichiarato da Gianfranco Baldazzi, nel corso della puntata de La storia siamo noi, dedicata a Lucio Dalla, del 18 novembre 2011. Un attento ascolto della canzone parla, infatti, di "panchine" e di "erba", che non ci sono né in Piazza Maggiore a Bologna né a Piazza Grande a Modena, e di "gatti che non han padrone" (non c'è mai stata infatti, nelle due piazze sopra citate, alcuna colonia felina). Proprio per commemorare il cantautore bolognese, è stata installata nella piazza una panchina con una statua che lo raffigura, ad opera di Antonello Paladino.